# Andreu Marçal de Sax
Pour les articles homonymes, voir Marçal.
Andreu Marçal de Sax, ou Andrés Marzal de Sas aussi écrit Marçal de Sas, (XIVe siècle - Valence, 1410) est un peintre d'origine allemande ou flamande. Son nom pourrait indiquer qu'il venait de Saxe. La théorie selon laquelle il serait né à Sas de Gand est erronée, puisque cette localité n'existe que depuis le 16e siècle. Il est présent à Valence dès 1390 et collaborant avec le peintre Pere Nicolau en 1393 et 1399.

## Biographie et œuvres
En 1396, il a peint pour la salle du conseil de la Cité un tableau représentant le Jugement dernier.
Avec Pere Nicolau il est considéré comme un des premiers représentants du style gothique international en introduisant l'influence des peintres primitifs flamands à Valence. Ces deux peintres ont signé en 1399 un contrat avec la confrérie de Saint-Jacques et de Sainte-Agathe pour réaliser un retable aujourd'hui disparu. Il a aussi peint le retable de la Mère de Dieu et de saint Pierre pour la paroisse Sainte-Croix de Valence.
Entre 1405-1407, il a collaboré avec Guerau Gener et Gonçal Peris Sarrià pour la réalisation du retable de la Nativité, dont le contrat a été signé le 24 avril 1405. Son influence sur Guerau Gener peut se remarquer sur le retable majeur de l'abbaye de Santes Creus où certaines compositions évoquent des figures de ses œuvres. 
Le seul travail documenté est Le doute de Saint Thomas du musée de la cathédrale Sainte-Marie de Valence. 
Par comparaison stylistique, on lui a aussi attribué le retable de saint Georges du musée municipal de Jérica.
Au début du XXe siècle, il a été reconnu comme l'auteur du Retable de Saint-Georges, une des œuvres majeures de la peinture valencienne de style gothique international. Ce tableau représente dans le panneau central la bataille du Puig de Cebolla et Saint Georges terrassant le dragon. Toutefois, dans une étude publiée en 2011, Matilde Miquel Juan, professeure à la Complutense, démontre qu'il aurait seulement collaboré aux panneaux latéraux de ce retable, tandis que les panneaux centraux et le plus célèbre seraient dus à Miquel Alcanyís en raison de la proximité stylistique avec ses autres œuvres sur les carnets de dessin préliminaires,.

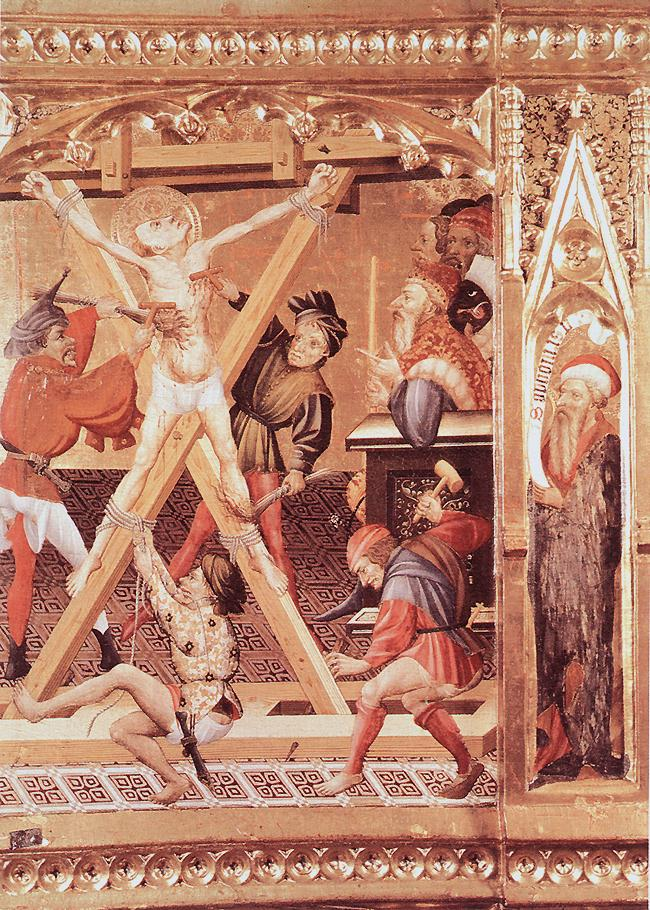
Scène du martyre Retable de Saint Georges
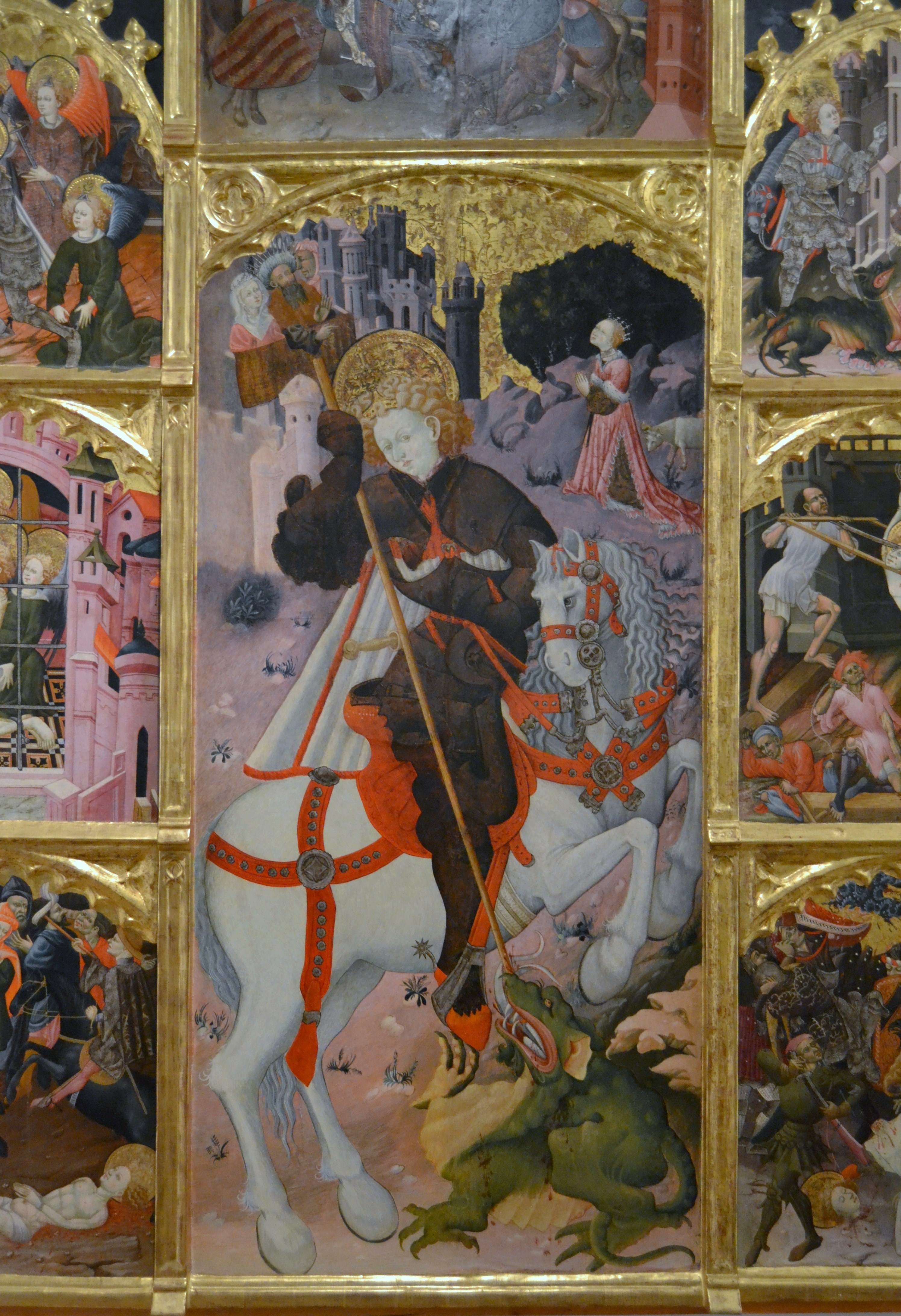
Centre du retable de Saint Georges à Jérica.
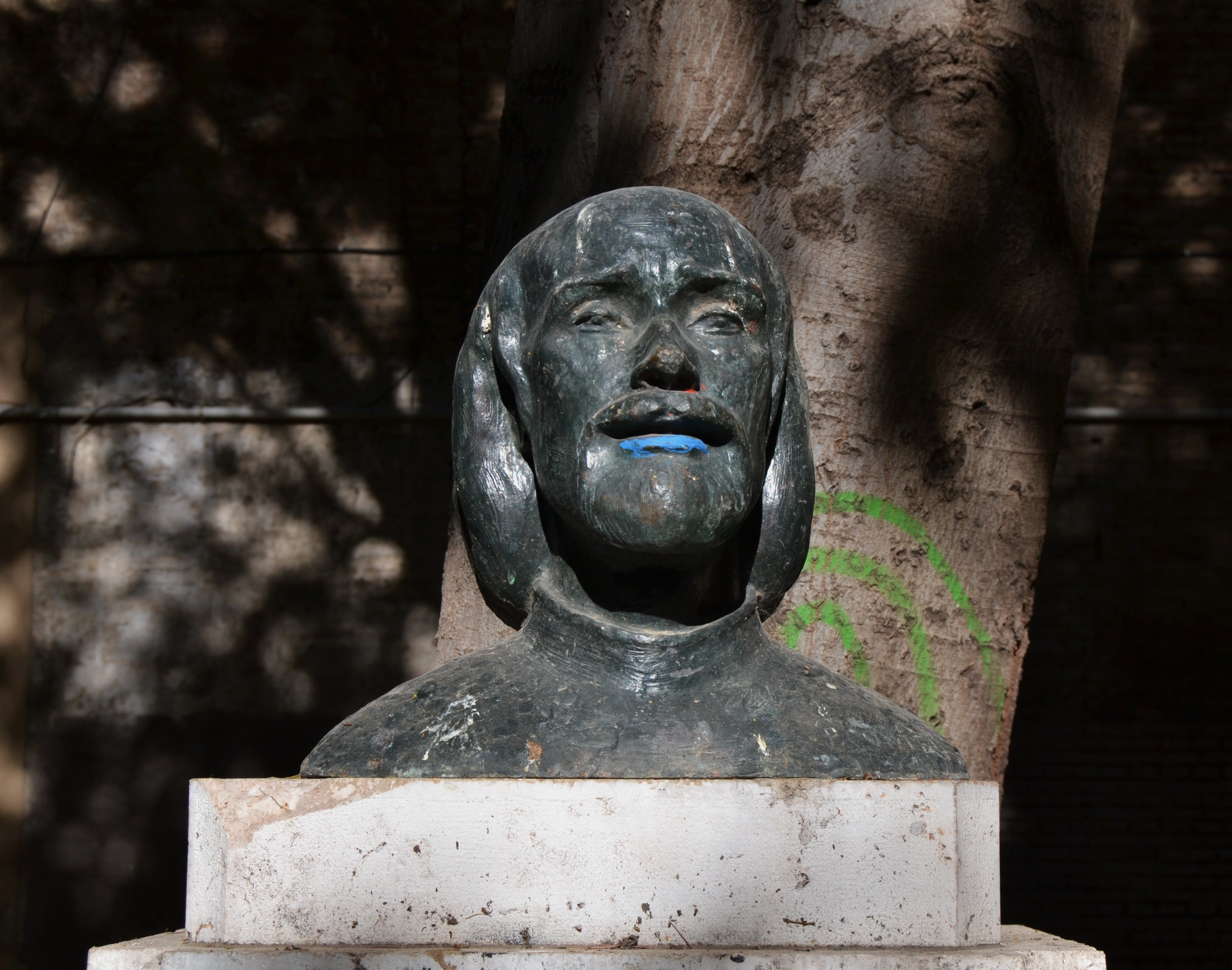
Buste de Marçal de Sax dans le jardin de l'église Santa Catalina y San Agustín, Valence.